# Aoul

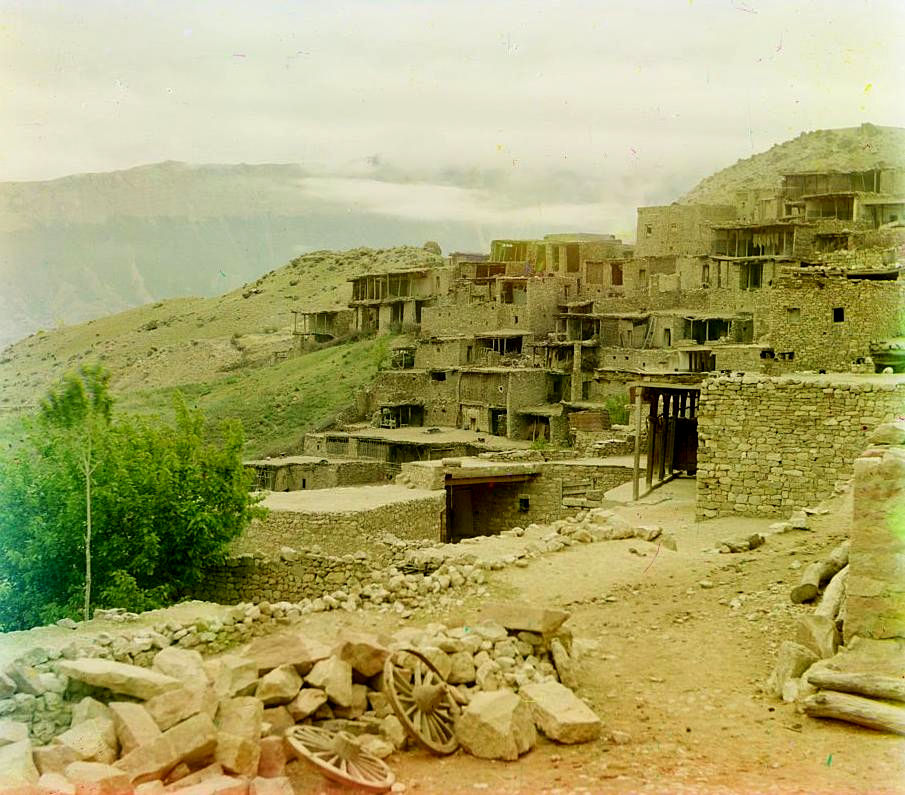
Gounib, un aoul du Daghestan, photographié par Prokoudine-Gorski entre 1905 et 1915.

Un aoul (mot dérivé du tchétchène oil et/ou du tatar awıl) est un village fortifié que l’on trouve globalement partout dans le Caucase (et plus particulièrement au Daghestan et en Tchétchénie), chez les tatars, les bachkirs, les kazakhs et les kalmouks. 
Ces villages sont souvent bâtis contre des falaises et leurs fortifications sont en pierre pour se protéger d’une attaque surprise. Les maisons sont le plus souvent hautes de deux étages, et orientées vers le sud pour profiter du soleil d'hiver et s'abriter des vents du nord. Ils sont souvent assez éloignés des terres agricoles et des sources d'eau et doivent être ravitaillés en eau régulièrement.
Au XIXe siècle, lors de la conquête du Caucase par la Russie, les aouls se révélèrent d’excellents lieux de défense et de regroupement de la résistance.
Chez les Kazakhs, l'aoul représentait initialement un groupe de nomades, et était constitué de quelques yourtes ; il était par essence mobile. À mesure que les politiques de l'Empire russe et de l'URSS parvinrent à sédentariser les Kazakhs, le mot aoul finit par désigner une entité administrative, puis un village.

## Patrimoine mondial
Les aouls de Svaneti en Géorgie, avec leurs tours médiévales caractéristiques, ont été inscrites au Patrimoine mondial de l'UNESCO. On trouve des tours semblables ailleurs dans le Caucase et spécialement en Ingouchie.

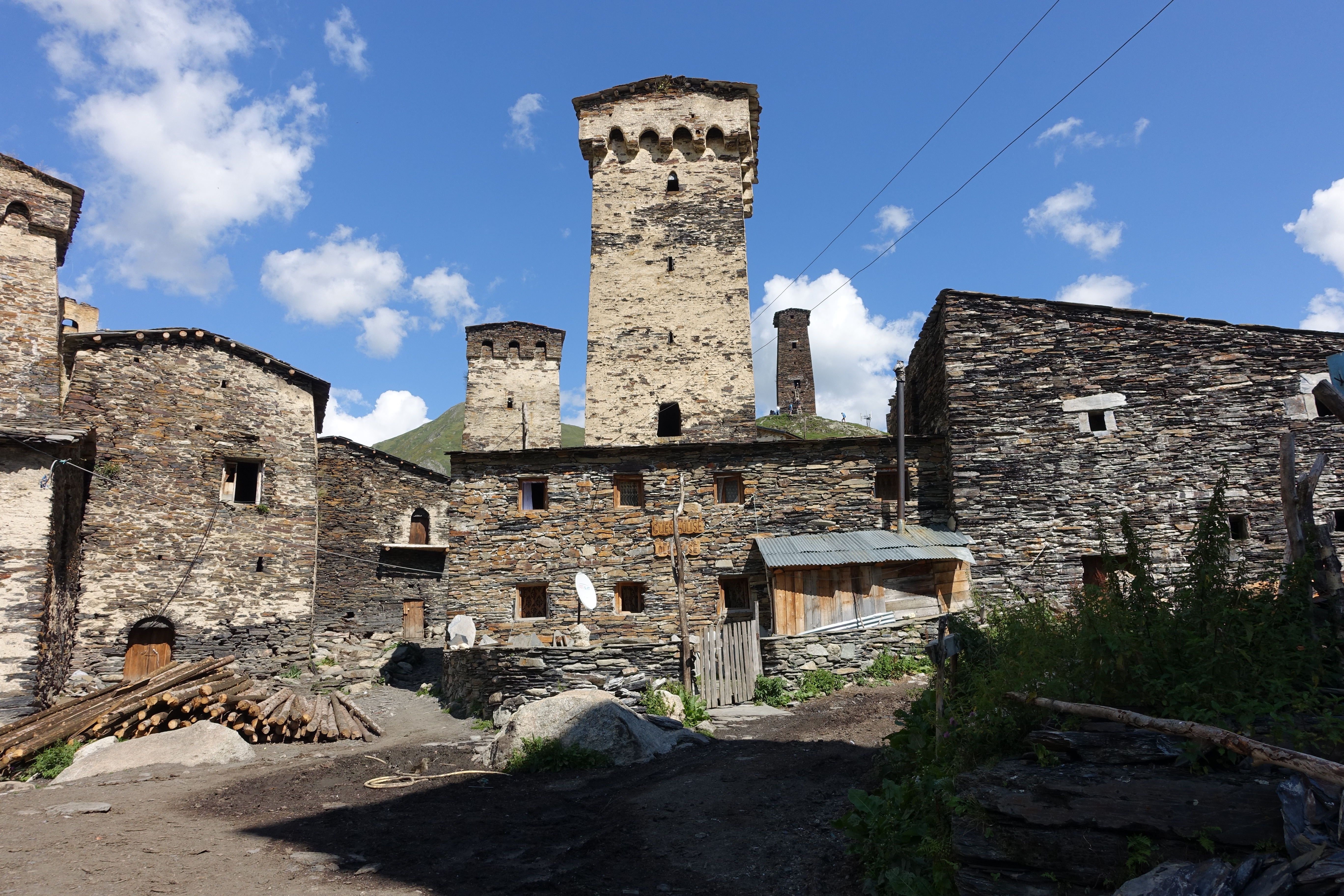
Aoul de Svaneti en Géorgie
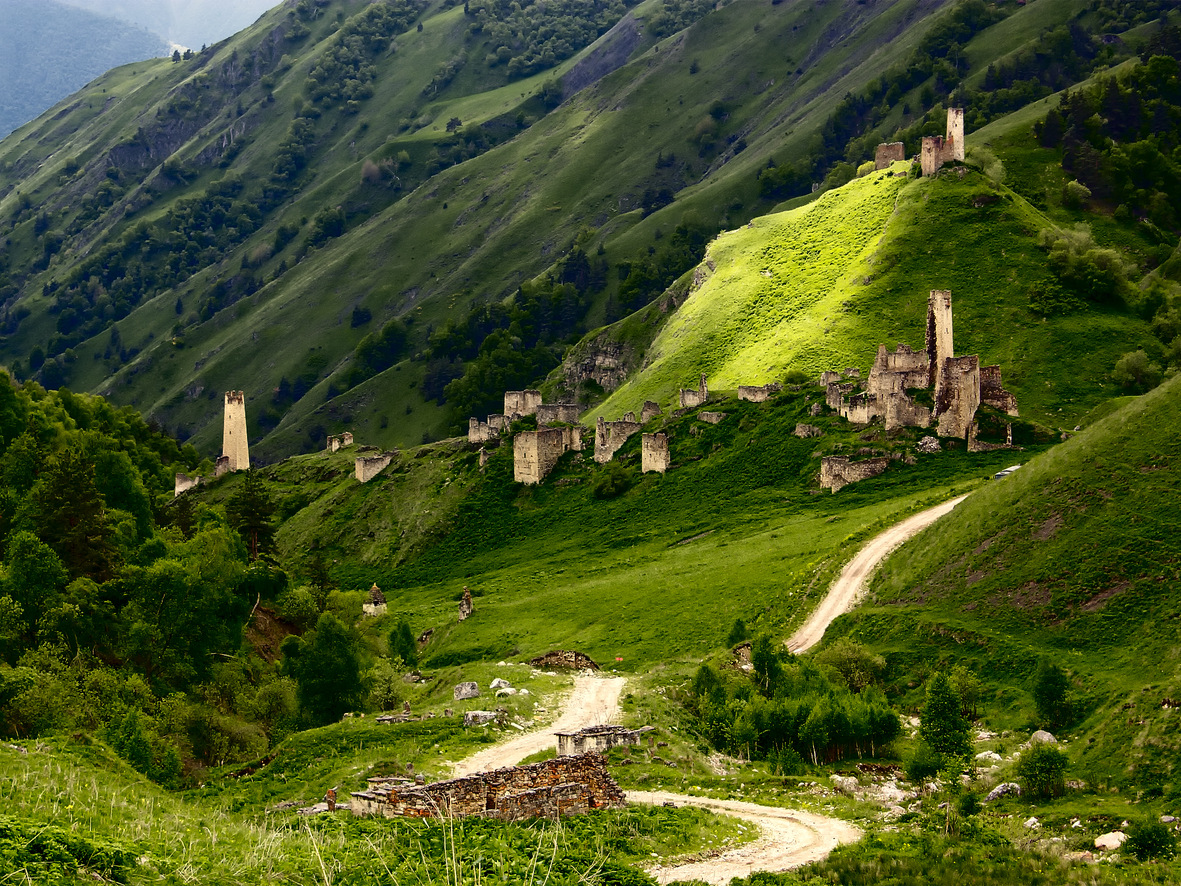
Aoul médiéval de Tsori en Ingouchie

## Étymologie
Le mot lui-même est d’origine  turque et veut dire « village » dans de nombreuses langues turques.
Auyl (kazakh : Ауыл) est un mot kazakh voulant dire « village » au Kazakhstan.